# 清水義定
清水 義定（しみず よしさだ、1943年 - ）は日本のアマチュア天文家である。

## 人物
小惑星番号7032番のヒッチコックを始め、那智勝浦町にある観測所において浦田武とともに1994年から2000年にかけて311個もの小惑星を発見した。この数は世界の小惑星発見者・発見チーム(プロアマ問わず)の中でも46位である。
浦田武が1992年12月26日に発見した7300番の小惑星義定は彼の名前にちなむ。